# 장 티가나
아마두 장 티가나(프랑스어: Amadou Jean Tigana, 1955년 6월 23일 ~ )는 프랑스의 축구인으로, 현역 시절 포지션은 중앙 미드필더였다.

## 클럽 경력
티가나는 선수 시절 올랭피크 리옹, FC 지롱댕 드 보르도, 올랭피크 드 마르세유 등 프랑스의 명문 팀에서 뛰었다. 보르도에서 1983-84, 1984-85, 1986-87 시즌 디비지옹 1을 우승하였고, 마르세유에선 1989-90, 1990-91 시즌 우승을 차지하였다.

## 국가대표팀 경력
프랑스 축구 국가대표팀의 일원으로 UEFA 유로 1984를 우승하고, 1982년 FIFA 월드컵와 1986년 FIFA 월드컵에서 각각 4위, 3위를 기록하였다.
특히 장 티가나, 미셸 플라티니, 알랭 지레스, 루이스 페르난데스로 구성된 "Le Carre Magique" (매직 스퀘어의 의미)는 1980년대 프랑스 축구 국가대표팀의 골격이었다.

## 지도자 경력
감독으로도 AS 모나코 FC를 1996-97 시즌도 우승을 하였으나 그 이후로는 뚜렷한 성과를 거두지 못 했다.

## 수상

#### 선수
- 디비시옹 1 : 1983–84, 1984–85, 1986–87, 1989–90, 1990–91
- 쿠프 드 프랑스 : 1985–86, 1986–87
- UEFA 유로 : 1984
- FIFA 월드컵 3위 : 1986

#### 감독
- 디비시옹 1 : 1996-97
- 트로페 드 샹피옹 : 1997
- 퍼스트 디비전 : 2000-01
- UEFA 인터토토컵 : 2002
- 터키 컵 : 2005–06, 2006–07
- 터키 슈퍼컵 : 2006

#### 개인
- 발롱도르 2위 : 1984
- 디비시옹 1 신인상 : 1980
- 프랑스 올해의 선수 : 1984
- 옹즈 다르젠토 : 1984
- 옹즈 드 브롱즈 : 1987
- UEFA 유로 대회 베스트 : 1984
- FIFA 월드컵 올스타팀 : 1986
- 디비시옹 1 올해의 감독 : 1997
- 프랑스 축구 올해의 감독 : 1997